# Tumeur de Klatskin
 Mise en garde médicale
La tumeur de Klatskin, ou cancer du hile du foie, est un cholangiocarcinome qui se développe au niveau de la convergence des canaux hépatiques gauche et droit.
Il y a progressivement obstruction des canaux hépatiques gauche, droit et commun avec développement d'un ictère. L'envahissement de voisinage se fait dans les segments hépatiques proches du hile comme le IV, le III et le V.

## Symptômes
- Principalement, souvent uniquement les symptômes de cholestase: ictère, prurit, décoloration des selles et urines foncées
- Gêne épigastrique et hépatomégalie
- Altération de l'état général

## Diagnostic
- Biologie : cholestase, CA 19.9
- Echographie : voies biliaires intrahépatiques dilatées, voies biliaires extrahépatiques non dilatées
- Cholangiographie rétrograde : identification de l'obstacle
- CT scan et RMN

## Diagnostic différentiel
Cholangite sclérosante et cancer de l'infundibulum de la vésicule biliaire.